# قلعة القطرانة

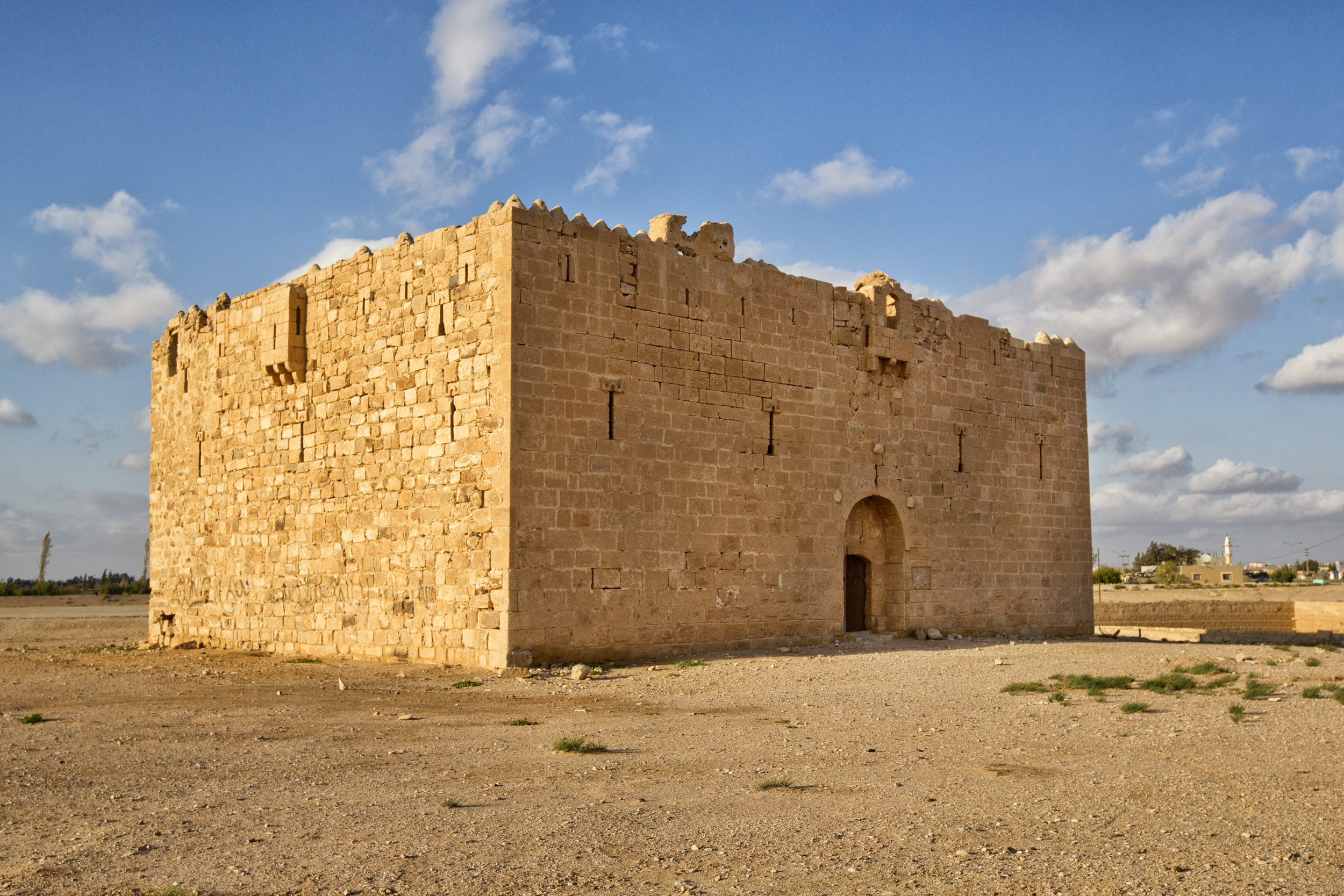

تقع في الأردن في مدينة القطرانة 90 كم جنوبي عمان على الطريق الصحراوي بين عمان والعقبة وهي قلعة عثمانية كما أشارت إلى ذلك نشرات دائرة الآثار العامة.
قلعة القطرانة أو خان القطرانة هو مبنى أُقيم لخدمة الحجاج وحمايتهم وتزويدهم بالماء وتأميناً لدرب الحج الشامي وطريق الموصلات بين الشام والحجاز.

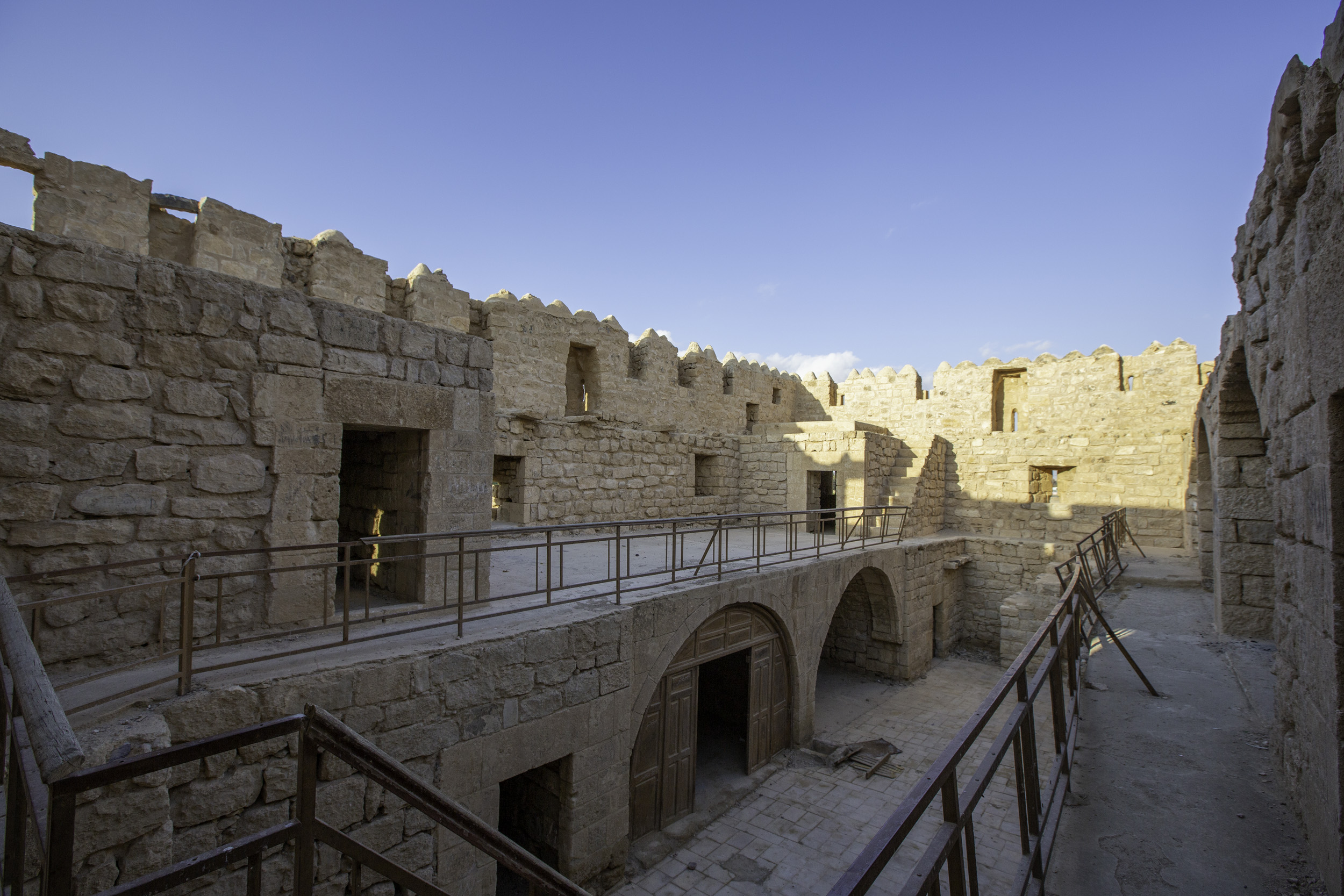

## النظام المائي في قلعة القطرانة
جلب السكان الذين قطنوا المنطقة في عهد الدولة البيزنطية والرومانية المياه من مساحات شاسعة إلى المدن والبلدات والقرى والابنية وهو ما يعرف اليوم بالمساقط المائية. وقد كشفت الدراسات التي اجرتها دائرة الاثار العامة في منطقة القطرانة، عن وجود قنوات لجر المياه تربط المنطقة من وادي الحسا بالوديان القربية والبركة الرئيسية.
لقد كانت الحاجة الماسة للمياه للاستخدامات اليومية واستخدامات أخرى هي الدافع الرئيسي لإنشاء وتصميم هذه الأنظمة المائية المتميزة.
فالنظام المائي في قلعة القطرانة يتألف من قناتين وحوض ترسيب وبركة واسعة لجمع وحصاد المياه وبئر ماء يقع داخل القلعة. فقد تم اكتشاف القناة الصخرية لنقل المياه إلى البركة حديثا. ان ما تبقى من احجار الأساس التي اكتشفت في الموقع بالقرب من الوادي، توضح بشكل دقيق الدرجة العالية من الإتقان في التصميم والبناء.
بالإضافة إلى القلعة توجد مرافق مائية كاملة تزود السكان بمياه نظيفة للشرب، للري، وأيضا للحيوانات وهذه المرافق مكونه من سد ترابي وقناتين ناقلتين للمياه وحوض للترسيب وبركه ضخمه وبئر يوجد داخل القلعة لتسهيل الوصول إلى المياه. تقع البركة الرئيسية على بعد 26 مترا من القلعة ذات ابعاد من 70 ×70مترا وعمق 5.2 مترا. اما السد الترابي فأنه يبعد حوالي 75 مترا من موقع القلعة اما عن ابعاد بركة الترسيب فهي 38 مترا طول وعرض 6.6 مترا وعلى عمق 2.4 مترا ولا ننسى ناقلي المياه المتمثل بقناتين مزدوجتي التي يبلغ قطر كل واحدة هو 105 سم يفصل بينهما مسافة تبلغ 90 سم فهما تربطان السد الترابي بالبركة الرئيسية. ويقع إلى جنوب القلعة وادي حنيفة الذي يمتد من الجنوب الشرقي إلى الغرب وواد اخر يسمى وادي الحفيرة يلتقي مع وادي حنيفة حيث كان كلاهما سببا لبناء نظام الحصاد المائي هذا في الموقع وتأمين احتياجاته من المياه.
•	لقد كانت الحاجة الماسة للمياه للاستخدامات اليومية واستخدامات أخرى هي الدافع الرئيسي لإنشاء وتصميم هذه الأنظمة المائية المتميزة؛ فالنظام المائي في قلعة القطرانة يتألف من قناتين وحوض ترسيب وبركة واسعة لجمع وحصاد المياه وبئر ماء يقع داخل القصر. فقد تم اكتشاف القناة الصخرية لنقل المياه إلى البركة حديثا. ان ما تبقى من حجارة الأساس التي اكتشفت في الموقع، توضح بشكل دقيق الدرجة العالية من الإتقان في التصميم والبناء.

## الإختلاف في تحديد تاريخ إنشاء قلعة القطرانة
ذهب الجمهور الأعظم من المؤرخين إلى أن قلعة القطرانة تعود إلى العصر العثماني، كما حذت منشورات دائرة الآثار العامة بالأردن حذوهم واعتبرته بناء عثمانياً إلى حد أن الإدارة العامة للآثار تعاونت مع الحكومة التركية في إجراء أعمال الترميم اللازمة لهذا الأثر، فيما يذهب الطرف الآخر إلى أن قلعة القطرانة مبنى مملوكي تحت مسمى خان القطرانة وذلك استناداً إلى بعض الحقائق والأسانيد، فمثلاً هناك نص تاريخي يثبت أن هذا الخان كان قائما في سنة 926 للهجرة (1520م) ففي هذا العام وعند عودة الركب الشامي من الحج، أقام الحجاج في الحسا، حيث استراحوا بعض الوقت، وكان بصحبة هؤلاء الرحالة الحلبي ابن الشماع الذي يذكر «أن أمير الركب رحل بالناس بعد طلوع الفجر من يوم الجمعة ثم نزل قبيل الغروب إلى خان القطراني وذلك نصف الجمال والله أعلم، ثم رحل الثلث الأخير وصلنا طلوع الشمس إلى خان القطراني وغالبه عامر»، هذا النص يشير إلى وجود خان القطرانة في سنة 926 للهجرة، وأنه كان آنذاك في حالة من التهدم وانه كان في معظمه عامر، ويرد الطرف القائل بأن قلعة القطرانة هي عبارة عن خان مملوكي وأنه من الصحيح أن سنة 926 للهجرة تصادف الحكم العثماني لبلاد الشام ومصر، الا ان لا يمكن التسليم بأن البناء عثماني لأن العثمانيين ووفق المصادر التاريخية لم يحكموا قبضتهم على البلاد إلا بعد أن تم القبض على طومان باي آخر سلاطين المماليك سنة 923للهجرة، فأعلن عندئذ بدمشق أن الملك المظفر سليم خان قد ملك.ومع ذلك فإن القبائل العربية في منطقة شرقي الأردن لم تقبل الحكام الجدد بسهولة.فعاثت فساداً في تلك الربوع منذ أواخر عصر دولة المماليك الثانية، وتفاقم أمرهم واستفحلت فتنتهم في أوائل الحكم للعثماني، ولهذا السبب أُبطل السفر إلى الحج عن طريق الأردن، وأصبح الحج الشامي يسلك الطريق المصري والغزاوي.وفي سنة 926للهجرة أُعيد السير في الطريق الأردني ويعبر ابن طولون في ذلك بقوله«نودي بدمشق بالحاج بابتوجه عن طريق الدرب الشامس، وسار الركب وفيه الكثير من الحجاج الحلبيين والحمويين، والأروام، ولم نر من سبعين سنة أعظم من هذا».وقد سافر مع هذا الركب الرحالة الحلبي ابن الشماع الذي شاهد خان القطرانة عند عودته ووصفه بأن معظمه عامر، وبذلك يكون الخان مملوكياً أنشئ خدمة للقوافل التجارية والمسافرين، والعثمانيين رمموه فيما بعد وشحنوه بالعساكر حفاظاً على سلامة الحجاج وتأميناً لاستمرار المواصلات بين الشام والحجاز، وضماناً لوجود الاستقرار في تلك الربوع.

## تصميم قلعة القطرانة

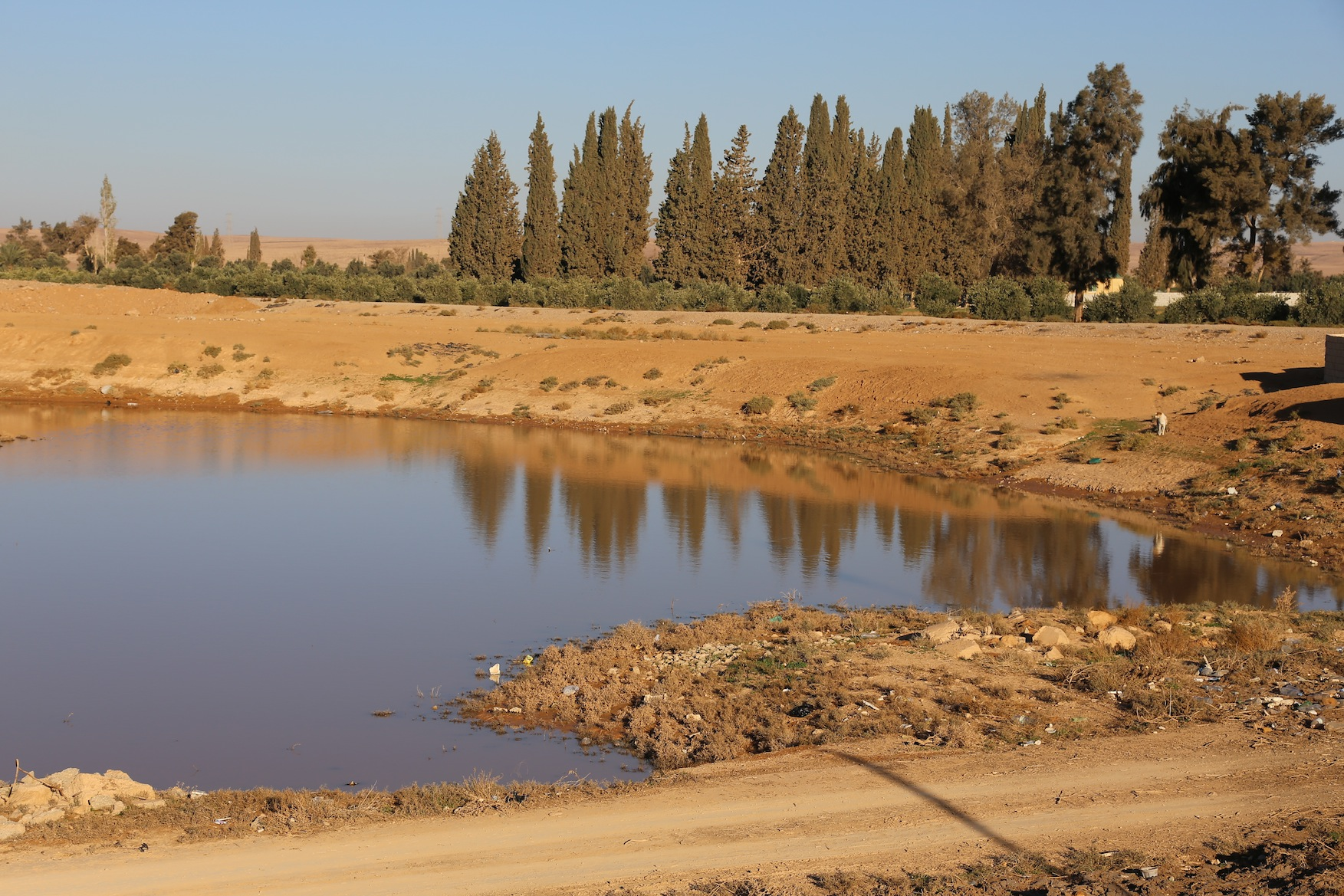
منظر قرب قطرانة

القلعة بناء مستطيل الشكل يُشكّل مساحة قدرها 22×17 متر مربع تقريباً، وتبلغ ابعاد القلعة 22.2متر طولاً و17.35عرضاً، ويلغ متوسط ارتفاعها 10_10.5 متراً، بُنيت جدران القلعة من الحجر المصقول الذي اُستخدم فيه بلاط من الطين والكلس، وهي طريقة شاعت في الأردن في عصر دولة المماليك، ويقع مدخل القلعة في الواجهة الشرقية منه، وترتفع البوابة حوالي 3 أمتار وهي ذات أبعاد تبلغ 185 سم ×140سم وبسمك 35 سم، ويعلو فتحة الباب عقد نصف دائري، وتزدان البوابة بحلية معمارية مكونة من ثلاثة نتوءات حجرية.ويعلو البوابة شرفة بارزة قائمة على ثلاثة كوابيل حجرية، تطل على الطريق المار أمام القلعة، وقد أُعدت هذه المشربية لمراقبة النزلاء ولتمكين الدفاع عن المدخل.ويؤدي المدخل إلى دهليز صغير قبواته متعارضة ينتهي بفناء مستطيل هو صحن الخان، ويدور حوله في الطابقين الأرضي والعلوي حواصل وغرف وقاعات سُقف بعضها بقبوات نصف أسطوانية، وبعضها الآخر بقبوات متعارضة.وفي جانب من الصحن درج يصعد إلى الطابق العلوي، ويعلو جدران الطابق العلوي ممشى سور له ساتر يقف وراءه الحرس للمراقبة وتمكين الدفاع عن القلعة، تتوزع في جدران القلعة منافذ صغيرة للسهام على النحو الذي نشاهده في قلعة الحسا، كما يتوسط صحن القلعة بئر يستسقي منه نزلاء القلعة وإلى الجهة الشرقية من القلعة بركتان احداهما كبيرة والأخرى صغيرة، وتتجمع فيهما مياه الأمطار، والظاهر أنهما أعدتا لخدمة المسافرين والحجاج ولسقيا الدواب.

## مذبحة القلعة
تذكر المصادر أن قلعة القطرانة هُوجمت وقُتل كل من كان فيها وذلك في موسم حج سنة 1139 للهجرة/1726 ميلادي.
ومن الجدير بالذكر أن قلعة القطرانة كانت محط للأنظار وكانت معرضة للغارات والسلب والنهب، ففي موسم الحج الشريف سنة 1699 عُين باشا عجلون «ابن القواس» لملاقاة الموسم وذلك (للإعانة على العرب الجلالية) (لأنهم أخذوا القطرانة، وعملوا متاريس في الحسا على الماء).

## إشارات في السجل التاريخي
الشخصيات في التاريخ الذين يذكرون القطرانة واضحا وصراحة في كتاباتهم هنا بترتيب زمني، من القرن السادس عشر إلى أواخر القرن التاسع عشر:
- المؤرّخ -- عبد القادر بن محمد الأنصاري الجزيري الحنبلي.
- حاجي خليفة
- أوليا جلبي
- عبد الغني النابلسي
- يوهان لودفيك بركهارت
- تشارلز داوتي[4]